# Henshaw
Henshaw – wieś w Anglii, w hrabstwie Northumberland. Leży 49 km na zachód od miasta Newcastle upon Tyne i 413 km na północ od Londynu.